# 테밍크줄무늬쥐
테밍크줄무늬쥐(Hybomys trivirgatus)는 쥐과에 속하는 설치류의 일종이다. 코트디부아르와 가나, 기니, 라이베리아, 나이지리아, 시에라리온에서 발견된다. 자연 서식지는 아열대 또는 열대 기후 지역의 습윤 저지대 숲이다. 서식지 감소로 위협을 받고 있다.